# Ben Lanzarone
Benjamin Anthony Lanzarone (Brooklyn, Nueva York, 28 de octubre de 1938-16 de febrero de 2024) fue un compositor y director musical estadounidense. Escribió la música para cientos de shows como El show de Tracey Ullman , The Jay Leno Comedy Hour y Mr. Belvedere, entre muchos otros. Su larga asociación con Aaron Spelling y Doug Cramer dio lugar a muchas composiciones de Dynasty, The Love Boat, Vegas, Matt Houston, Los Colby, y Hotel. Escribió la música para numerosos episodios de Happy Days, Laverne y Shirley y Mork y Mindy.

## Carrera
Lanzarone estudió en la Manhattan School of Music y comenzó su carrera como pianista clásico, debutando en el Carnegie Hall. Sin embargo, se adentró en la música popular a través de colaboraciones con Charles Fox y Bob Crewe. Fue director musical de la obra de teatro de Broadway Grease y El sueño de una noche de verano. También fue el director musical / arreglista para el off-Broadway Cómo robar una elección y arreglista y orquestador de las producciones de Broadway, Via Galáctica y Truckload.
```
Y realizó giras con 
Frank Sinatra
, 
Petula Clark
 y 
Art Garfunkel
. Como pianista, lanzó el álbum "In Classic Form" bajo el sello de DynoVoice en 1968.
```

Uno de los notables logros de Ben incluye el estreno mundial del musical "You and Me", donde desempeñó roles clave como compositor, arreglista, productor y músico. Su destacada contribución al espectáculo fue reconocida con el Premio de Director Artístico otorgado por el Teatro de la Liga del Valle. Además, ha escrito exitosos musicales para–Storybook Teatro, entre ellos "Cowboys and Cowgirls", "¡Despegue!" y "Jack y las habichuelas mágicas".
Ben desempeñó el papel de Director Musical en el beneficio del fondo de actores "The Actors Fund"; contribuyendo en eventos como "Sing Happy" honrando Kander y Ebb y "lo mejor está por venir" en honor a Cy Coleman. En el año 2003, obtuvo una nominación al Grammy por su trabajo en "Broadway Lullabies del bebé", donde desempeñó roles como arreglista, intérprete y coproductor junto a Ilene Graff.

## Vida personal
Lanzarone estaba casado con la actriz y cantante Ilene Graff desde 1978 hasta 2024. La pareja tiene una hija, la actriz Nikka Graff Lanzarone, nacida en 1983.
Lanzarone falleció a causa de cáncer de pulmón en Los Ángeles, California, el 16 de febrero de 2024, a la edad de 85 años.